# NXT Deadline (2023)
NXT Deadline 2023 року (стилізовано під DEADL1NE) — друге щорічне шоу професійного реслінгу NXT Deadline, організоване WWE у прямому ефірі. Воно проводилося переважно з участю реслерів з підготовчого бренду компанії NXT. Подія відбулася в суботу, 9 грудня 2023 року, на арені Total Mortgage Arena в Бриджпорті, штат Коннектикут, США.
На заході було проведено сім поєдинків, в тому числі один на перед-шоу. У головній події Ілля Драгунов переміг Барона Корбіна і зберіг титул чемпіона NXT. У матчі за правилами Iron Survivor Challenge серед чоловіків переміг Трік Вільямс, а серед жінок — Блер Девенпорт. В інших примітних поєдинках Кармело Хейс переміг Лексіса Кінга, а в першому бою Дреґон Лі зі SmackDown переміг «Брудного» Домініка Містеріо з Raw і здобув титул Північноамериканського чемпіоната NXT. Також на шоу повернулися Кора Джейд, яка вперше з'явилася на ринзі з серпня 2023 року, і СМ Панк, який вперше з'явився на NXT з серпня 2012 року.

## Матчі
| №                                                                      | Матч | Тип матчу                                                                                         | Час   |
| ---------------------------------------------------------------------- | --- | ------------------------------------------------------------------------------------------------- | ----- |
| 1P                                                                     | Аксіом переміг Нейтана Фрейзера утриманням опонента.                                                                                          | Одиночний матч                                                                                    | 10:50 |
| 2                                                                      | Дреґон Лі (з Реєм Містеріо) переміг «Брудного» Домініка Містеріо (c) утриманням опонента.                                                     | Одиночний матч за титул Північноамериканського чемпіона NXT                                       | 10:33 |
| 3                                                                      | Блер Девенпорт (3) перемогла Тіффані Страттон (1), Леш Ледженд (2), Келані Джордан (0) й Феллон Генлі (1) набравши найбільшу кількість балів. | Матч за правилами Iron Survivor Challenge за статус першої претендентки на жіноче чемпіонство NXT | 25:00 |
| 4                                                                      | Кармело Хейс переміг Лексіса Кінга утриманням опонента.                                                                                       | Одиночний матч                                                                                    | 11:12 |
| 5                                                                      | Трік Вільямс (4) переміг Дайджака (3), Джоша Бріґса (2), Брона Брейккера (3) й Тайлера Бейта (3) набравши найбільшу кількість балів.          | Матч за правилами Iron Survivor Challenge за статус першого претендента на чемпіонство NXT        | 25:00 |
| 6                                                                      | Кіана Джеймс перемогла Роксанну Перес підкоренням опонентки.                                                                                  | Матч в сталевій клітці                                                                            | 11:27 |
| 7                                                                      | Ілья Драгунов (c) переміг Барона Корбіна утриманням опонента.                                                                                 | Одиночний матч за титул чемпіона NXT                                                              | 20:55 |
| (c) — чемпіон на момент старту поєдинку P — матч відбувся на перед-шоу | |                                                                                                   |       |

### Матч за правилами Iron Survivor Challenge серед жінок
| Рахунок   | Виграла бал      | Зароблено бал на | Спосіб     | Час   |
| --------- | ---------------- | ---------------- | ---------- | ----- |
| 1–0–0–0–0 | Блер Девенпорт   | Феллон Генлі     | Утримання  | 9:45  |
| 1–1–0–0–0 | Феллон Генлі     | Тіффані Страттон | Утримання  | 12:11 |
| 1–1–0–2–0 | Леш Ледженд      | Тіффані Страттон | Утримання* | 16:26 |
| 1–1–0–2–0 | Леш Ледженд      | Феллон Генлі     | Утримання* | 16:26 |
| 2–1–0–2–0 | Блер Девенпорт   | Келані Джордан   | Утримання  | 20:15 |
| 2–1–0–2–1 | Тіффані Страттон | Леш Ледженд      | Утримання  | 23:10 |
| 3–1–0–2–1 | Блер Девенпорт   | Феллон Генлі     | Утримання  | 24:43 |
| Перемогла | Блер Девенпорт   |                  |            | 25:00 |

* — одночасне утримання

### Матч за правилами Iron Survivor Challenge серед чоловіків
| Рахунок   | Виграв бал    | Зароблено бал на | Спосіб    | Час    |
| --------- | ------------- | ---------------- | --------- | ------ |
| 0–1–0–0–0 | Дайджак       | Джош Бріґс       | Утримання | 5:00   |
| 0–1–1–0–0 | Джош Бріґс    | Дайджак          | Утримання | 7:02   |
| 0–1–1–0–1 | Тайлер Бейт   | Дайджак          | Утримання | 9:02   |
| 0–1–1–0–2 | Тайлер Бейт   | Трік Вільямс     | Утримання | 13:55  |
| 1–1–1–0–2 | Брон Брейккер | Джош Бріґс       | Утримання | 15:15  |
| 2–1–1–0–2 | Брон Брейккер | Тайлер Бейт      | Утримання | 15:24  |
| 3–1–1–0–2 | Брон Брейккер | Дайджак          | Утримання | 15:34  |
| 3–2–1–0–2 | Дайджак       | Трік Вільямс     | Утримання | 17:54  |
| 3–2–1–0–3 | Тайлер Бейт   | Дайджак          | Утримання | 18:28  |
| 3–3–2–0–3 | Дайджак       | Трік Вільямс     | Утримання | 21:08* |
| 3–3–2–0–3 | Джош Бріґс    | Брон Брейккер    | Утримання | 21:08* |
| 3–3–2–1–3 | Трік Вільямс  | Джош Бріґс       | Утримання | 23:46  |
| 3–3–2–2–3 | Трік Вільямс  | Дайджак          | Утримання | 24:27  |
| 3–3–2–3–3 | Трік Вільямс  | Тайлер Бейт      | Утримання | 24:40  |
| 3–3–2–4–3 | Трік Вільямс  | Брон Брейккер    | Утримання | 24:56  |
| Переміг   | Трік Вільямс  |                  |           | 25:00  |

* — одночасне утримання